# 墨丘利 (內華達州)
墨丘利（英語：Mercury）是位於美國內華達州奈縣的非建制地區。

## 歷史
墨丘利的郵局自1952年營運至今。

## 地理
墨丘利所處的海拔為高於海平面1155米（即3789英呎），而該地所採用的時區為UTC-8，即太平洋时区（PST）。同時該地設有夏令時間，為UTC-8調快一小時，即UTC-7（PDT）。